# Droga wojewódzka nr 375
Droga wojewódzka nr 375 (DW375) – droga wojewódzka łącząca DK5 w Dobromierzu z DW376 w Szczawnie Zdroju. Droga ma długość 14,7 km.
Do 31 grudnia 2023 roku trasa przebiegała również przez centrum Szczawna Zdroju oraz Wałbrzych (Biały Kamień), gdzie kończyła swój bieg na skrzyżowaniu z drogą wojewódzką nr 367 w Sobięcinie. Po uchwale władz Szczawna Zdroju sejmik województwa dolnośląskiego podjął uchwałę o pozbawieniu tego odcinka kategorii drogi wojewódzkiej.

## Miejscowości leżące przy trasie DW375
- Dobromierz
- Chwaliszów
- Stare Bogaczowice
- Struga
- Szczawno-Zdrój